# 辻昌憲
辻 昌憲（つじ まさのり、1946年3月24日 - 1985年8月12日）は、日本の元自転車競技選手。

## 来歴
金沢高等学校を経て、中京大学在籍時代の1964年、東京オリンピック・個人ロードレースに出場（途中失格）。
大阪府警に警察官として勤務した後、島野工業（現・シマノ）に入社。その後、1973年に創設されたシマノレーシングの初代監督に就任した。
指導者として、1984年ロサンゼルスオリンピックに日本代表選手を3人送り込んだ。
1985年8月12日、グリーンピア三木で行われるシマノグリーンピアロードレース大会開催のため東京に所在する日本アマチュア自転車競技連盟での打ち合わせを終えた後、その帰途のために日本航空123便に搭乗するが、日本航空123便墜落事故に巻き込まれ、同僚社員共々死亡した。39歳没。
辻は政治家や芸能人がよく利用する二階席（座席番号63K）に搭乗しており、座席は同事故で運命を共にした歌手・坂本九（座席番号64H）の右斜め前であった。